# Tytthonyx rufiventris
Tytthonyx rufiventris es una especie de coleóptero de la familia Cantharidae.

## Distribución geográfica
Habita en México.